# Marsilio da Padova
Marsilio Mainardi, meglio noto come Marsilio da Padova (Padova, 1275 – Monaco di Baviera, 1342), è stato un filosofo e scrittore italiano.

## Biografia
Definito  uomo del suo tempo, «legato per mille fili al suo tempo. Come Dante e Tommaso, Marsilio si ispira ad Aristotele, a quell'Aristotele degli Arabi che aveva avuto nel '200 il suo secolo d'oro».
Non vi è certezza sulla sua data di nascita: alcuni storici sono soliti indicarla nel 1270, ipotesi però opponibile poiché egli verrebbe ad avere 41 anni nel 1311, quando cioè Albertino Mussato gli rivolge un'epistola latina, facendo peraltro cenno alla sua florida gioventù. Altri collocano la sua nascita attorno al 1290, data però forse troppo tarda, poiché porterebbe poco credibilmente ad ipotizzare un suo incarico come professore oltreché rettore all'università di Parigi, ad appena 22 anni. Da ciò dunque, la necessità di individuare, quale data di nascita maggiormente probabile, l'anno 1275. Risulta già da qui evidente, come le notizie sulla sua vita non siano affatto molte. 
Nato da una famiglia di giudici e notai che viveva vicino al Duomo di Padova, completò i suoi studi nell'università della Sorbona presso la facoltà delle arti, dove fu insignito dell'autorità di rettore nel 1313. Il tempo trascorso nella città influì moltissimo sull'evoluzione del suo pensiero. Gli anni parigini furono molto importanti e fecondi per l'evoluzione del suo pensiero e la visione dello stato di corruzione in cui versava il clero lo portò a diventare anticurialista. 
A Parigi incontrò Guglielmo di Ockham e Giovanni di Jandun, con cui condivise passione politica e atteggiamento di avversione verso il potere temporale della Chiesa. Con Giovanni di Jandun rimase legato da grande amicizia e assieme a lui subì l'esilio. Marsilio dopo le sue dure affermazioni contro la Chiesa venne bollato con l'epiteto di figlio del diavolo. 

### Da Parigi a Roma
L'emanazione della Bolla d'oro (1356) fu possibile solamente dopo estenuanti trattative. La bolla regolava, tra l'altro, la procedura per l'elezione imperiale e fissava numero e nome degli elettori, quattro laici: (il duca di Sassonia, il re di Boemia, il conte del Palatinato, il margravio del Brandeburgo) e tre ecclesiastici (gli arcivescovi di Colonia, Magonza e Treviri).
Degno di nota è che nella Bolla d'oro non vi è accenno alla necessità dell'approvazione papale all'elezione del Re. Inoltre abolisce il diritto papale al vicariato imperiale. Scomparve da allora l'intervento del papa e l'impero assunse una connotazione esclusivamente tedesca senza alcuna pretesa di universalità.
Divenne per questo un fondamento costituzionale dell'Impero, sino al suo scioglimento, nel 1806. Per alcuni rappresenta un successo per Carlo, per altri la riuscita del tentativo dei principi elettori di mettere chiari limiti all'egemonia del sovrano. Gli eventi successivi hanno dimostrato che la bolla venne impiegata per avvantaggiare, di volta in volta, i principi elettori, o, a seconda delle circostanze, l'imperatore.
Marsilio si trovava a Parigi quando si sviluppò la lotta tra Filippo il Bello, re di Francia, e il Papato. Tutto ciò, assieme al vivace contesto culturale in cui si muoveva, lo portò alla compilazione della sua opera maggiore il Defensor Pacis, l'opera cui deve la sua fama e che influì moltissimo sia sul pensiero filosofico-politico contemporaneo che su quello successivo.
A Parigi sperimentò una monarchia decisa ad accrescere il proprio potere e la propria autorità su tutte le forze politiche centrifughe del momento ivi compresa la Chiesa di Bonifacio VIII. Diventato consigliere politico ed ecclesiastico di Ludovico il Bavaro lo seguì a Roma nel 1327 in occasione della sua incoronazione imperiale e qui fu nominato dallo stesso Ludovico vicario spirituale della città. L'incoronazione imperiale avvenne ad opera del popolo romano anziché del papa inaugurando, così, quella stagione dell'impero laico che Marsilio vagheggiava e che avrebbe aperto la strada alla laicizzazione dell'elezione imperiale e alla cosiddetta Bolla d'oro (1356) di Carlo IV di Boemia. 
Con la Bolla d'Oro fu eliminata ogni ingerenza del papa nell'elezione imperiale diventando così un fatto esclusivamente tedesco. Fu ancora con Ludovico quando questi si ritirò, dopo il fallimento dell'impresa romana, in Germania dove rimase fino alla morte avvenuta tra il 1342 e il 1343. 
È del periodo immediatamente antecedente la sua morte la compilazione di alcune opere minori tra cui spicca il Defensor Minor, un piccolo capolavoro. Si può definire l'opera di Marsilio come il prodotto di tempi in cui confluiscono la virtù del cittadino, il nazionalismo francese e l'imperialismo renano-germanico.

## Defensor pacis
Il Defensor pacis (difensore della pace), scritto nel 1324 è la sua opera più conosciuta in cui, fra l'altro, tratta dell'origine della legge. Il suo fondamento era il concetto di pace, intesa come base indispensabile dello Stato e come condizione essenziale dell'attività umana. Si tratta di un'opera laica, chiara, priva di retorica, moderna e per alcuni versi ancora attuale. La necessità dello Stato non discendeva più da finalità etico-religiose, ma dalla natura umana nella ricerca di una vita sufficiente e dall'esigenza di realizzare un fine prettamente umano e non altro. 
Da questa esigenza nascono le varie comunità, dalla più piccola alla più grande e complessa, lo Stato. Ne deriva la necessità di un ordinamento nella comunità che ne assicuri la convivenza e l'esercizio delle proprie funzioni. Per Marsilio questa esigenza ha caratteristiche prettamente umane che non rispondono a finalità etiche ma civili, contingenti e storiche. Alla base dell'ordinamento c'è la volontà comune dei cittadini, superiore a qualsiasi altra volontà. 
È la volontà dei cittadini che attribuisce al Governo, Pars Principans, il potere di comandare su tutte le altre parti, potere che sempre, e comunque, è un potere delegato, esercitato in nome della volontà popolare. La conseguenza di questo principio era che l'autorità politica non discendeva da Dio o dal papa, ma dal popolo, inteso come sanior et melior pars. In questa ottica egli proponeva che i vescovi venissero eletti da assemblee popolari e che il potere del papa fosse subordinato a quello del concilio. 

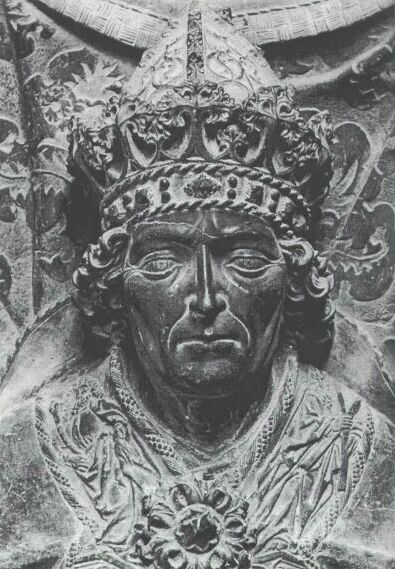
Ludovico il Bavaro

Marsilio pone il problema, che tratterà anche nel Defensor minor, del rapporto con il Papato e con i suoi principi politici costruiti. 
(Marsilio da Padova, Defensor pacis, Hannover, Hahnsche Buchhandlung, 1933)
Il giudizio di Marsilio sulla chiesa come istituzione è molto negativo e lo manifesta con la crudezza di linguaggio che gli è solita quando affronta l'argomento dei rapporti fra lo Stato e la Chiesa. Lo scalpore suscitato da questa opera obbligò Marsilio a fuggire presso l'imperatore Ludovico il Bavaro, con il quale scese in Italia nel 1327-1328.

## Opere minori

### Defensor minor
Il Defensor minor composto attorno al 1342 si colloca fra le opere minori di Marsilio da Padova, ma si distingue per la sua importanza. Si differenzia dal Defensor pacis per essere un'opera più propriamente teologica mentre l'altra è prevalentemente politica.

Lo studio condotto nel Defensor Minor riguarda la giurisdizione civile ed ecclesiastica, la confessione auricolare, la penitenza, le indulgenze, le crociate, i pellegrinaggi, la plenitudo potestatis, il potere legislativo, l'origine della sovranità, il matrimonio e il divorzio. 

### Tractatus de iurisdictione imperatoris in causis matrimonialibus
Il Tractatus de iurisdictione imperatoris in causis matrimonialibus che Marsilio compilò in occasione del divorzio di Giovanni di Moravia e Margherita di Tirolo-Gorizia si trova nell'ultima parte del Defensor Minor. 
Attorno al 1341 le relazioni tra i coniugi Giovanni di Moravia e Margherita del Tirolo erano tanto insostenibili che la sposa preferì fuggire. Intervenne l'Imperatore, imparentato con la sposa, e progettò il matrimonio tra la fuggitiva e Ludovico di Brandeburgo ma a ciò ostavano il precedente matrimonio e alcuni legami di sangue.

### Tractatus de translatione Imperii
Il Tractatus de translatione imperii è un'opera che niente aggiunge alla fama derivatagli dal Defensor Pacis anche se ebbe una certa diffusione in Europa. 
Si può considerare questo trattato come una storia sintetica dell'Impero dalla fondazione di Roma fino al secolo XIV. 

## Modernità di Marsilio
In Marsilio lo Stato è concepito come prodotto umano, al di fuori da premesse teologiche quali il peccato o simili. È fortemente affermato il principio della legge quale prodotto della comunità dei cittadini, legge dotata di imperatività e coattività oltre che ispirata ad un ideale di giustizia. Questo ideale di giustizia deriva dal consorzio civile, l'unico soggetto che può stabilire ciò che è giusto e ciò che non lo è. Per Marsilio l'uomo deve essere inteso come libero e consapevole. 
Nel Defensor Pacis appare diffuso un costituzionalismo affermato fortemente nei confronti sia dello Stato che della Chiesa. 
È tra i primi studiosi a distinguere e separare il diritto dalla morale, attribuendo il primo alla vita civile e il secondo alla coscienza. Marsilio è sempre un uomo del suo tempo, saldamente ancorato nella sua epoca, il Medioevo, ma con intuizioni che ne fanno un uomo nuovo, anticipatore per certi versi del Rinascimento. La definizione del nuovo concetto di Stato, autonomo, indipendente da qualsiasi altra istituzione umana o, a maggior ragione, ecclesiastica è il grande merito di Marsilio. 
Anche nella Chiesa viene affermata una forma di costituzionalismo contro il dilagante strapotere dei vescovi e dei papi. È ancora l'universitas fidelium a prendere, attraverso il Concilio, ogni decisione riguardante qualsiasi materia di ordine spirituale. Il nostro autore non teme di scagliarsi contro la Chiesa, a negare il primato di Pietro e di Roma, affermare la necessità del ritorno del clero a quella povertà evangelica tanto cara ad alcune sette riformiste di cui lui certamente conobbe e comprese il pensiero. 
Lotta contro la Chiesa ma solo per conservarne o rivalutarne il più vero, autentico e originario contenuto e significato. Quasi riformista e conservatore nello stesso tempo, riformista là dove è contro la corruzione dilagante nella Chiesa di quel periodo, conservatore là dove accetta la necessità di un ordine costituito, della religione, della morale, intese nel senso più puro.
La modernità di Marsilio consiste anche nel metodo della sua trattazione e della terminologia che usa, sempre stringata ed esaustiva, aliena da qualsiasi di quelle forme di retorica che era caratteristica degli autori medievali.

### Opere di Marsilio da Padova
- Marsilio da Padova. Il difensore della pace, a cura di C. Vasoli. UTET, Torino, 1975, BNI 76-4683.
- Marsilio da Padova. Il difensore della pace (testo latino a fronte). BUR, Milano, 2001, ISBN 8817125059.

### Opere su Marsilio da Padova
- Ancona E., Marsilio da Padova (con testo latino del Difensore della pace e traduzione di C. Vasoli), CEDAM, Padova (collana Lex naturalis; 4) 2007, ISBN 9788813272357
- Battaglia F., Marsilio da Padova e la filosofia politica del medio Evo, Milano, CLUEB 1987, BNI 89 12235.
- Battocchio R., Ecclesiologia e politica in Marsilio da Padova. Prefazione di G. Piaia, Padova, Istituto per la Storia Ecclesiastica Padovana, 2005.
- Beonio-Brocchieri Fumagalli M.T., Storia della filosofia medievale: da Boezio a Wyclif, Bari, Laterza, 1996, ISBN 8842048577.
- Berti E., Il regnum di Marsilio tra la polis aristotelica e lo Stato moderno, Rivista di storia della filosofia medievale 1979.
- Briguglia G., Marsilio da Padova, Carocci Editore, 2013, ISBN 9788843067169
- Cadili A., Marsilio da Padova amministratore della Chiesa di Milano, in Pensiero Politico Medievale, 3-4 (2005-2006), pp. 193-225.
- Capitani O., Medioevo ereticale, Bologna, Il Mulino, 1983, ISBN 8815000534.
- Capitani O., Il medioevo, Torino, UTET, 1983 ISBN 8802038821.
- Cavallara C., La pace nella filosofia politica di Marsilio da Padova, Ferrara 1973.
- Codren C., On interpreting Marsilius' use of Augustine, Augustiniana 1975.
- Damiata M., Plenitudo potestas e universitas civium in Marsilio da Padova, Firenze, Studi francescani, 1983, BNI 83-9454.
- Del Prete D., Il pensiero politico ed ecclesiologico di Marsilio da Padova, Annali di storia, Università degli studi di Lecce 1980.
- Dolcini C., Introduzione a Marsilio da Padova, Bari, Laterza, 1995, ISBN 8842046264.
- Maiolo F., Medieval Sovereignty. Bartolus of Saxoferrato and Marsilius of Padua, Delft, Eburon, 2007, ISBN 9789059720817
- Merlo M., Marsilio da Padova: il pensiero della politica come grammatica del mutamento, Milano, F. Angeli, 2003, ISBN 8846451465.
- Passerin d'Entréves A., Saggi di storia del pensiero politico. Dal medioevo alla società contemporanea, Milano 1992, ISBN 8820472333.
- Piaia G., Marsilio e dintorni: contributi alla storia delle idee, Padova, Antenore, 1999.
- Piaia G., Marsilio da Padova nella Riforma e nella Controriforma: fortuna ed interpretazione, Padova, Antenore, 1977, BNI 783266.
- Simonetta S., Dal difensore della pace al Leviatano: Marsilio da Padova nel Seicento inglese, Milano, UNICOPLI, 2000, ISBN 8840005811.
- Toscano A., Marsilio da Padova e Niccolo Machiavelli, Ravenna, Longo, 1981, BNI 8110292.